# Малайчук Валентин Павлович
Валенти́н Па́влович Малайчу́к (2 квітня 1925, Дніпропетровськ, УРСР — 11 грудня 2024, Дніпро, Україна) — доктор технічних наук (1970), професор (1972), науковець, фахівець у галузі інформаційно-вимірювальних технологій.

## Біографія
Народився 2 квітня 1925 року в місті Дніпропетровськ. У 1945 році закінчив Рязанське артилерійське училище. З 1955 року закінчив Харківську артилерійську радіотехнічну академію, де відтоді й працював.
З 1963 по 1976 рік працював заступником начальника наукового відділу, начальником наукового відділу, заступником начальника наукового управління, начальником наукового управління протиповітряної і протиракетної оборони Науково-дослідного центру радіоелектронної боротьби Міністерства оборони СРСР (м. Воронеж). Відтоді — полковник у відставці.
З 1976 по 1991 та з 2012 по 2024 — завідувач, у 1991—2012 професор кафедри радіоелектронної автоматики Дніпровського університету.

## Наукова школа
Засновник і керівник наукової школи — комп'ютерно-інтегровані інформаційних технології оброблення експериментальних вимірів у задачах проєктування, дослідження, контролю, діагностики, моніторингу, прогнозування стану та якості технологічних, адміністративних, соціальних, біологічних об'єктів і систем в умовах апріорної невизначеності їхніх статистичних закономірностей, впливу перешкод та обмеження на обсяг вимірів. Здійснював підготовку інформації для візуально-аналітичного аналізу та підтримки прийняття управлінських рішень у цих системах.

## Основні праці
- Обработка информации в средствах и системах неразрушающего контроля. Дн., 1992; Основы теории обнаружения изменений параметров дискретных случайных сигналов: Учеб. пособ. — К., 1995.
- Математические основы психометрических исследований: Учеб. пособ. — Дн., 1996.
- Математическая дефектоскопия. — Дн., 2005.
- Теоретичні основи радіолокації: Навч. посіб. — Дн., 2008.
- Математическая дефектоскопия. — Дн., 2009
- Обробка вимірювань і сигналів неруйнівного контролю: Навч. посіб. — Дн., 2010.
- Математическое обеспечение системы менеджмента качества ракетно-космической продукции // Авиац.-космич. техника и технология. — 2015. — № 3.

## Нагороди та відзнаки
- Орден «За заслуги» III ст. (30 листопада 2013) — за вагомий особистий внесок у підготовку висококваліфікованих фахівців, плідну наукову і педагогічну діяльність[2]
- державні нагороди СРСР.

## Виноски
1. ↑  https://nashemisto.dp.ua/2024/12/15/u-dnipri-pishov-z-zhyttia-vidomyy-profesor-ta-naukovets/
2. ↑  Указ Президента України № 838/2001 від 13 вересня 2001 року «Про нагородження працівників Дніпропетровського національного університету». Процитовано 19 грудня 2024.
3. ↑  Малайчук Валентин Павлович. scholar.google.com.ua. Процитовано 19 грудня 2024.